# Novaculops
A Novaculops a sugarasúszójú halak (Actinopterygii) osztályába a sügéralakúak (Perciformes) rendjébe és az ajakoshalfélék családjába tartozó nem.

## Rendszerezés
A nembe az alábbi 6 faj tartozik:
- Novaculops alvheimi
- Novaculops halsteadi
- Novaculops koteamea
- Novaculops pastellus
- Novaculops sciistius
- Novaculops woodi